# Liste der Fahnenträger der Olympischen Winterspiele 1956

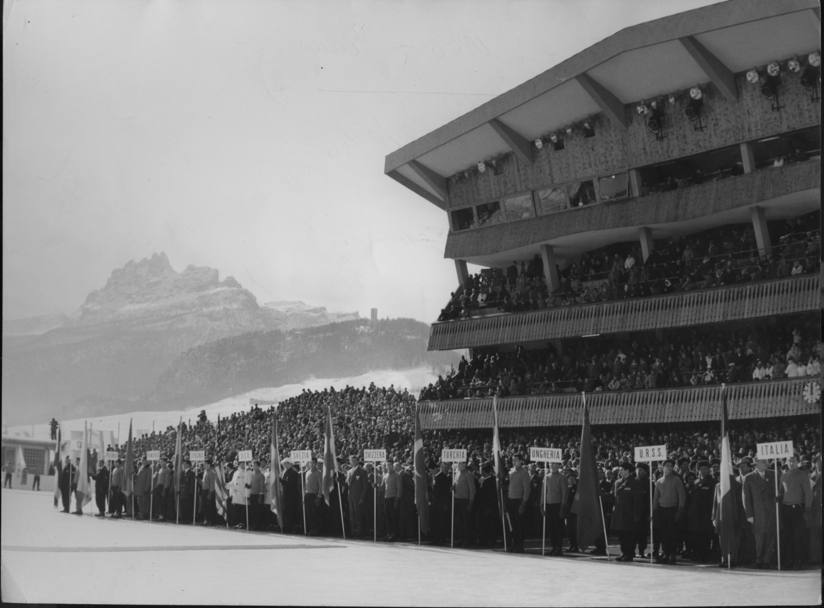
Aufstellung der Nationen nach dem Einmarsch

Die Liste der Fahnenträger der Olympischen Winterspiele 1956 führt die Fahnenträger bei der Eröffnungsfeier auf.
Beim Einmarsch der Nationen zogen Athleten aller teilnehmenden Länder ins Olympische Eisstadion Cortina ein. Bei der Eröffnungsfeier wurden die einzelnen Teams von einem Fahnenträger aus den Reihen ihrer Sportler oder Offiziellen angeführt, der entweder von ihrem jeweiligen Nationalen Olympischen Komitee (NOK) oder von den Athleten selbst bestimmt wurde.

## Reihenfolge
Der griechischen Mannschaft wurde traditionell der Platz an vorderster Stelle gewährt, ein Sonderstatus, der aus der Ausrichtung der antiken und ersten Spiele der Moderne in Griechenland herrührt. Die italienische Mannschaft marschierte als Gastgebernation zuletzt ein. Die anderen Länder betraten das Stadion in alphabetischer Reihenfolge in der Sprache der Gastgebernation, in diesem Fall Italienisch. Diese Reihenfolge entspricht sowohl der Tradition als auch den Statuten des Internationalen Olympischen Komitees (IOK).

## Liste der Fahnenträger
Nachfolgend führt eine Liste die Fahnenträger der Eröffnungsfeier aller teilnehmenden Nationen auf, sortiert nach der Abfolge ihres Einmarsches. Die Liste ist zudem sortierbar nach ihrem Staatsnamen, nach Mannschaftskürzel, nach Anzahl der Athleten, nach dem Nachnamen des Fahnenträgers und dessen Sportart.

### Nach Nationen
| Abfolge | Nationalmannschaft        | Italienischer Name | Kürzel | Athleten | Eröffnungsfeier      | Eröffnungsfeier                     |
| Abfolge | Nationalmannschaft        | Italienischer Name | Kürzel | Athleten | Fahnenträger         | Sportart                            |
| ------- | ------------------------- | ------------------ | ------ | -------- | -------------------- | ----------------------------------- |
| 1       | Griechenland              | Grecia             | GRE    | 3        | Alexandros Vouxinos  | Ski Alpin                           |
| 2       | Australien                | Australia          | AUT    | 10       |                      | Volunteer                           |
| 3       | Österreich                | Austria            | AUS    | 66       | Toni Sailer          | Ski Alpin                           |
| 4       | Belgien                   | Belgio             | BEL    | 6        |                      |                                     |
| 5       | Bolivien                  | Bolivia            | BOL    | 1        | René Farwig          | Ski Alpin                           |
| 6       | Bulgarien                 | Bulgaria           | BUL    | 7        |                      |                                     |
| 7       | Kanada                    | Canada             | CAN    | 37       | Norris Bowden        | Eiskunstlauf                        |
| 8       | Tschechoslowakei          | Cecoslovacchia     | CSL    | 41       | Václav Bubník        | Eishockey                           |
| 9       | Chile                     | Cile               | CIL    | 4        |                      |                                     |
| 10      | Südkorea                  | Corea              | COR    | 4        |                      |                                     |
| 11      | Finnland                  | Finlandia          | FIN    | 34       | Antti Hyvärinen      | Skispringen                         |
| 12      | Frankreich                | Francia            | FRA    | 37       | James Couttet        | Ski Alpin                           |
| 13      | Gesamtdeutsche Mannschaft | Germania           | GER    | 75       | Andreas Ostler       | Bob                                 |
| 14      | Japan                     | Giappone           | GIA    | 10       | Hiroshi Yoshizawa    | Skispringen & Nordische Kombination |
| 15      | Großbritannien            | Gran Bretagna      | GRB    | 45       | Stuart Parkinson     | Ski Alpin                           |
| 16      | Iran                      | Iran               | IRN    | 4        | Simon Farzami        | Offizieller                         |
| 17      | Island                    | Islanda            | ISL    | 8        | Valdimar Örnólfsson  | Ski Alpin                           |
| 18      | Jugoslawien               | Jugoslavia         | JUG    | 18       |                      |                                     |
| 19      | Libanon                   | Libano             | LBN    | 3        |                      |                                     |
| 20      | Liechtenstein             | Liechtenstein      | LIC    | 8        | Eduard von Falz-Fein | Offizieller                         |
| 21      | Norwegen                  | Norvegia           | NOR    | 51       | Sverre Stenersen     | Skispringen & Nordische Kombination |
| 22      | Niederlande               | Olanda             | OLA    | 8        | Cornelis Broekman    | Eisschnelllauf                      |
| 23      | Polen                     | Polonia            | POL    | 53       | Tadeusz Kwapień      | Skilanglauf                         |
| 24      | Rumänien                  | Romania            | ROM    | 20       |                      |                                     |
| 25      | Spanien                   | Spagna             | SPA    | 14       | Luis Arias           | Ski Alpin                           |
| 26      | Vereinigte Staaten        | Stati Uniti        | USA    | 74       | James Bickford       | Bob                                 |
| 27      | Schweden                  | Svezia             | SVE    | 68       | Bror Östman          | Skispringen                         |
| 28      | Schweiz                   | Svizzera           | SVI    | 61       | Georges Schneider    | Ski Alpin                           |
| 29      | Türkei                    | Turchia            | TUR    | 6        | Osman Yüce           | Ski Alpin                           |
| 30      | Ungarn                    | Ungheria           | UNG    | 2        | István Erdélyi       | Offizieller                         |
| 31      | Sowjetunion               | U.R.S.S.           | URS    | 67       | Oleg Gontscharenko   | Eisschnelllauf                      |
| 32      | Italien                   | Italia             | ITA    | 79       | Tito Tolin           | Skispringen                         |

### Nach Sportarten
| Sportart              | Nationen                                                                                                 | Anzahl |
| --------------------- | --- | ------ |
| Bob                   | Gesamtdeutsche Mannschaft – Vereinigte Staaten                                                           | 2      |
| Eishockey             | Tschechoslowakei                                                                                         | 1      |
| Eiskunstlauf          | Kanada                                                                                                   | 1      |
| Eisschnelllauf        | Niederlande – Sowjetunion                                                                                | 2      |
| Ski Alpin             | Bolivien – Frankreich – Griechenland – Großbritannien – Island – Österreich – Schweiz – Spanien – Türkei | 9      |
| Nordische Kombination | Japan – Norwegen                                                                                         | 2      |
| Skilanglauf           | Polen | 1      |
| Skispringen           | Finnland – Italien – Japan – Norwegen – Schweden                                                         | 5      |
| Offizieller           | Ungarn                                                                                                   | 1      |
| Volunteer             | Australien                                                                                               | 1      |
| unbekannt             | Belgien – Bulgarien – Chile – Jugoslawien – Libanon – Rumänien – Südkorea                                | 7      |